# Witoorbuulbuul
De witoorbuulbuul (Pycnonotus leucotis) is een zangvogel uit de familie van de buulbuuls.

## Herkenning
De vogel is 17,5 tot 19 cm lang, weegt 29 tot 35 gram en heeft een zwarte kop met een witte vlek in de oogstreek. De vogel lijkt sterk op de witwangbuulbuul. Hij verschilt daarvan door een kleiner formaat, het ontbreken van een kuif, een kortere dikkere snavel en de vlek op de onderstaartdekveren is helder oranje gekleurd in plaats van geel.

## Voortplanting
Het vrouwtje legt twee tot vier witachtig rode eieren met rode vlekjes, puntjes, wolkjes en streepjes, die ze ongeveer 13 dagen bebroed. Na tien tot twaalf dagen verlaten de jongen het nest en worden nog geruime tijd door de ouders gevoerd.

## Verspreiding en leefgebied
Deze soort komt voor in Zuidwest-Azië in Afghanistan, India, Iran, Irak, Koeweit, Pakistan en Saoedi-Arabië. Vogels in het oosten van Afghanistan en het noorden van Pakistan vormen bastaards met de witwangbuulbuul (P. leucogenys). Vroeger werden beide soorten tot één soort gerekend. Er zijn twee ondersoorten:
- P. l. mesopotamia: noordoostelijk Arabië, zuidelijk Irak en zuidwestelijk Iran. De vogels in de stad Riyad en in Oman zijn daar waarschijnlijk geïntroduceerd.
- P. l. leucotis: zuidelijk Iran, zuidelijk Afghanistan, Pakistan en noordwestelijk India.

Het leefgebied bestaat uit droge gebieden met doornig struikgewas, struikgewas langs waterlopen, mangrovebos, maar ook cultuurland zoals dadelpalmplantages en boomgaarden, vooral in laagland. Daar waar het verspreidingsgebied overlap vertoont met de witwangbuulbuul, verblijft de witoorbuulbuul meestal op lagere hoogten.

## Status
De witoorbuulbuul heeft een groot verspreidingsgebied en daardoor is de kans op de status  kwetsbaar (voor uitsterven) gering. De grootte van de wereldpopulatie is niet gekwantificeerd, maar de aantallen gaan achteruit. Echter, het tempo van achteruitgang ligt onder de 30% in tien jaar (minder dan 3,5% per jaar). Om deze redenen staat deze buulbuul als niet bedreigd op de Rode Lijst van de IUCN.